# William Langson Lathrop
Pour les articles homonymes, voir William Lathrop et Lathrop.
William Langson Lathrop, né le 29 mars 1859 à Warren dans l'État de l'Illinois et décédé le 21 septembre 1938 au cours d'une sortie en bateau sur l'océan Atlantique au large de Long Island, victime du Grand ouragan de 1938, est un peintre tonaliste et impressionniste américain. Avec Edward Redfield, il est considéré comme le fondateur de la colonie artistique de New Hope en Pennsylvanie. Il est connu pour ces peintures de paysage de la région de la Nouvelle-Angleterre et plus particulièrement de sa région d'adoption.

## Biographie
William Langson Lathrop naît en 1859 à Warren, dans l'État de l'Illinois. Il a pour père Byron Lathrop, un médecin et pour mère Isabella Langson Lathrop. Il grandit à Painesville, dans l'État de l'Ohio. En 1876, il commence à travailler à New York comme illustrateur et graveur et suit brièvement les cours du soir de la Cooper Union. En 1877, il retourne à Painesville. Sur les conseils du lithographe et éditeur Charles Parsons, à qui il fournit des illustrations pour le Harper's Magazine, il commence une carrière de peintre paysagiste en peignant les paysages de l'Ohio. Il vend son premier tableau en 1881 et revient à New York la même année, travaillant pour la Photoengraving Company ou il rencontre le peintre Henry B. Snell (en). En 1887, il fréquente brièvement l'Art Students League of New York avec pour professeur le peintre William Merritt Chase. En 1888, il part pour l'Europe et séjourne aux Pays-Bas, en Angleterre, ou il rencontre Annie Burt, qu'il épouse la même année, et en France, où il visite le musée du Louvre et observe le travail des peintres de l'école de Barbizon.
De retour aux États-Unis en 1889, il séjourne à New York, puis chez son ami le peintre Julian Alden Weir dans le Connecticut, avant de s'installer à Greenport sur l'île de Long Island. Victime de difficultés financières, il retourne une nouvelle fois à Painesville en 1891. Il devient membre de la New York Watercolor Society ou il expose ces tableaux. En 1896, il suit les conseils de son ami Snell et tente une nouvelle fois sa chance à New York. Il devient membre de l'American Watercolor Society et obtient le prix William T. Evans. En 1898, il expose pour la première fois à l'académie américaine des beaux-arts et remporte le prix Webb de la Society of American Artists (en) l'année suivante. 
La même année, il s'installe avec sa famille à New Hope en Pennsylvanie. Il travaille l'été comme professeur, promenant ses élèves sur le canal du Delaware (en) sur sa péniche. En 1902, il est élu à l'académie américaine des beaux-arts. En peignant les paysages de la région de la Pennsylvanie, il évolue du tonalisme à l'impressionnisme. Il est considéré comme le fondateur, avec le peintre Edward Redfield, de la colonie artistique de la ville qui donne naissance au mouvement de la Pennsylvania Impressionism (en). Il est rejoint notamment au cours des années suivantes par son ami Henry B. Snell et les peintres Albert Rosenthal, Daniel Garber, Roy Cleveland Nuse (en) et John Fulton Folinsbee (en). En 1915, il obtient une médaille d'or lors de l'exposition universelle de 1915 à San Francisco. En 1916, il participe, avec les peintres Daniel Garber, Morgan Colt (en), Rae Sloan Bredin (en), Robert Spencer (en) et Charles Rosen (en) à la création du The New Hope Group, un groupement d'artistes de la région réuni dans le but d'organiser des expositions communes. En 1922, il obtient une Temple Gold Medal (en) de la part de la Pennsylvania Academy of the Fine Arts pour son tableau October Evening. En 1928, il est l'un des membres fondateurs et le premier président de la Phillips Mill Community Association, et est à l'initiative de l'achat d'un ancien moulin en pierre du XVIIIe siècle, situé en face de sa maison, dans le but d'en faire un lieu d'exposition pour les artistes de la région. L'ensemble forme aujourd'hui le district historique de Phillips Mill (en). Au cours de sa carrière, il a notamment comme élèves les peintres Adelaide Deming (en), Agnes Lawrence Pelton (en), Robert Spencer et Margaret Fulton Spencer (en).
À la fin des années 1920, il construit son propre bateau en bois dans son jardin, qu'il baptise The Widge et inaugure en 1930. Il l'utilise pour des activités de loisir et pour peindre des paysages en ayant une vue de la mer vers la terre. En 1938, au cours d'une sortie en bateau au large de Long Island, il est frappé par le Grand ouragan qui touche les côtés de la région de la Nouvelle-Angleterre et disparaît. Son corps est retrouvé un mois plus tard, alors que son bateau et sa dernière œuvre survivent à la tempête.
Ces œuvres sont notamment visibles ou conservées au Metropolitan Museum of Art et à l'académie américaine des beaux-arts de New York, au Philadelphia Museum of Art, au CIGNA Museum and Art Collection et à la Pennsylvania Academy of the Fine Arts de Philadelphie, au Mercer Museum (en) et au James A. Michener Art Museum (en) de Doylestown, à la New Hope Historical Society de New Hope, au Smithsonian American Art Museum, à la National Gallery of Art et à la The Phillips Collection de Washington, au Reading Public Museum (en) de West Reading, au Palmer Museum of Art (en) de State College, à l'Arkansas Arts Center (en) de Little Rock, à l'Everson Museum of Art de Syracuse, au Biggs Museum of American Art de Dover, au Fogg Art Museum de Cambridge, dans les différents musées (en) de la ville de Springfield, au musée d'Art de Saint-Louis, au Montclair Art Museum (en) de Montclair, au Morris Museum of Art (en) d'Augusta, au Brandywine River Museum (en) de Chadd's Ford, au Mead Art Museum d'Amherst et au Allentown Art Museum (en) d'Allentown. L'Archives of American Art conserve une partie de sa correspondance.

## Œuvres

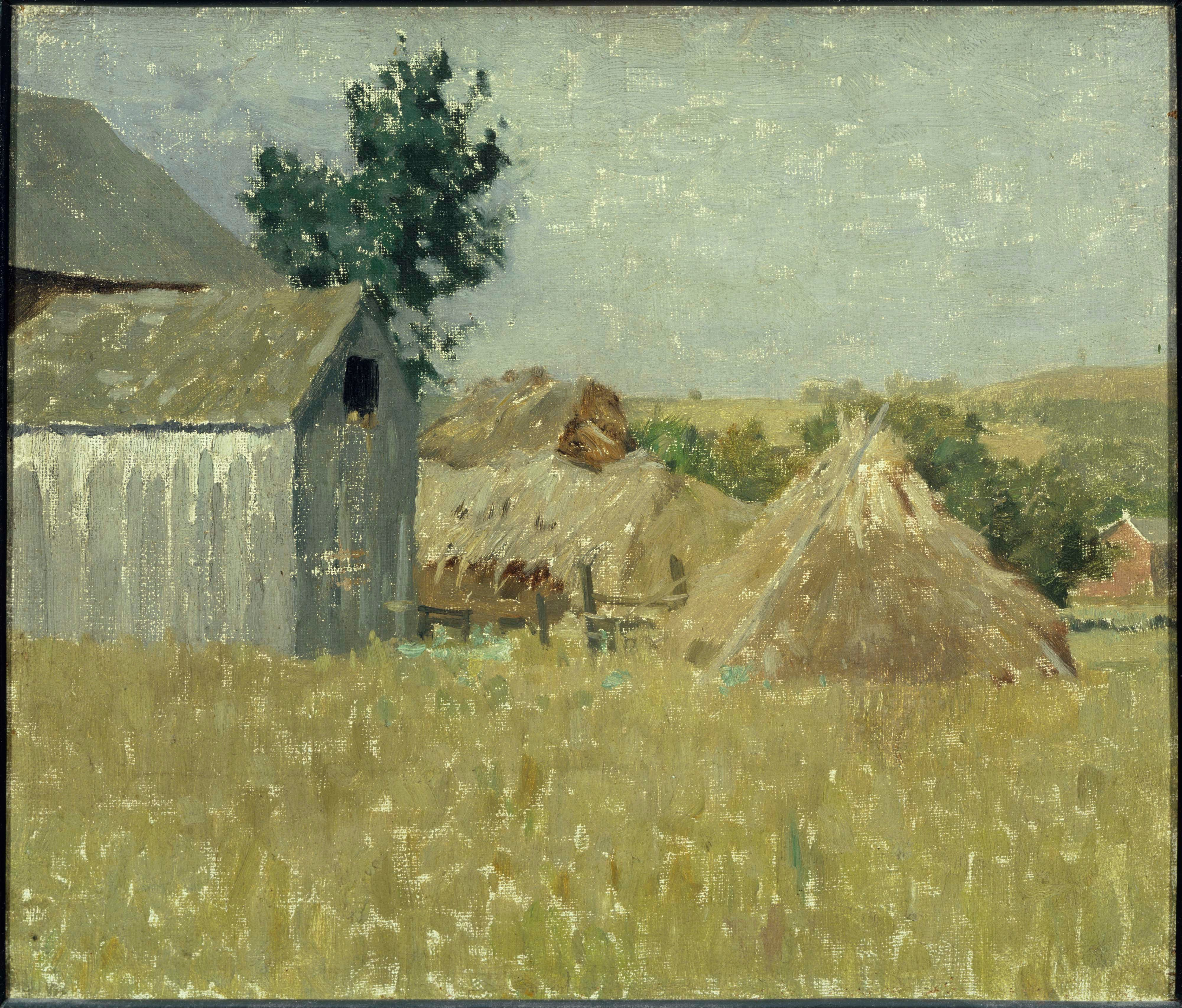
Gray Barn, sans date, The Phillips Collection
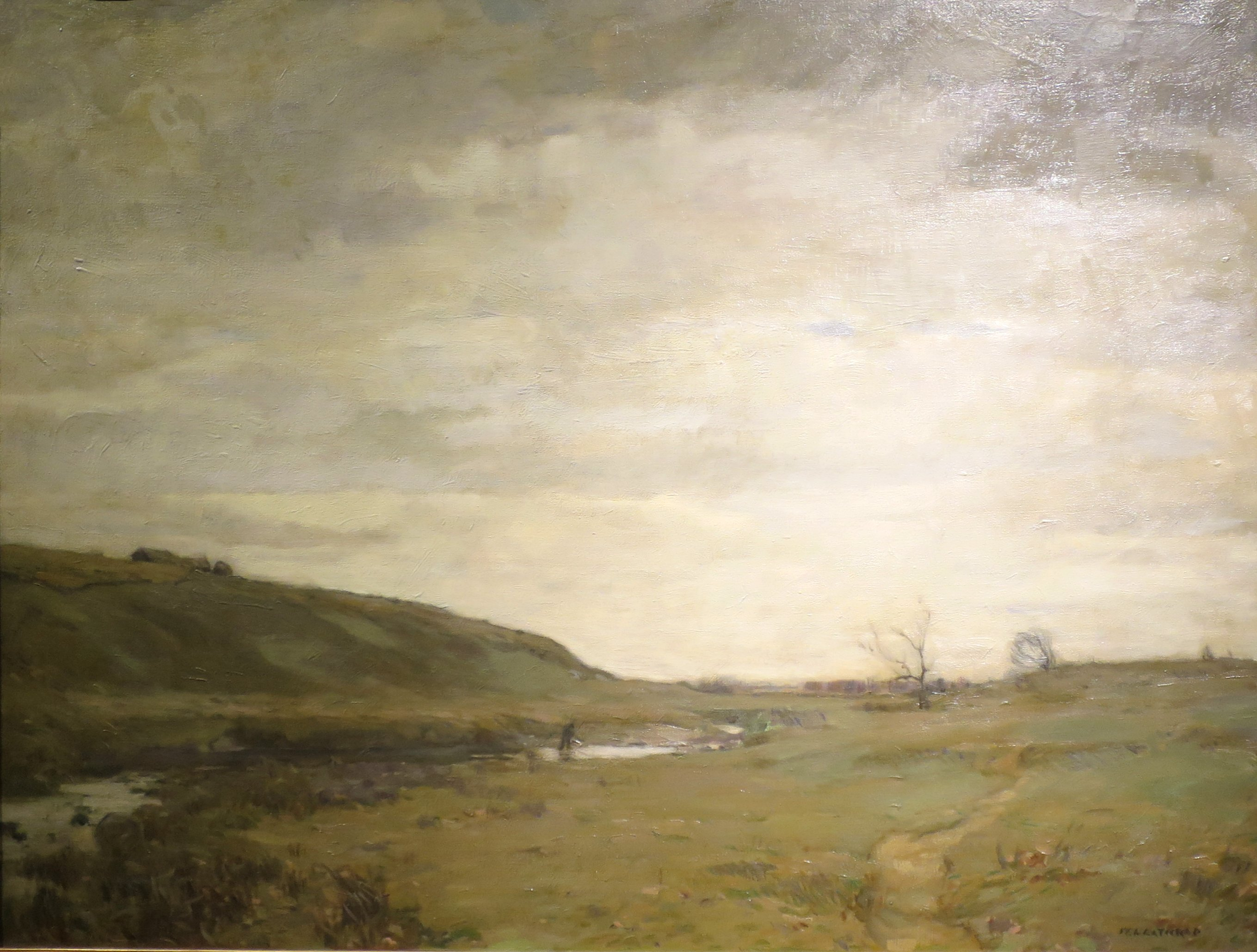
The Muskrat Hunter, 1908, Reading Public Museum (en)
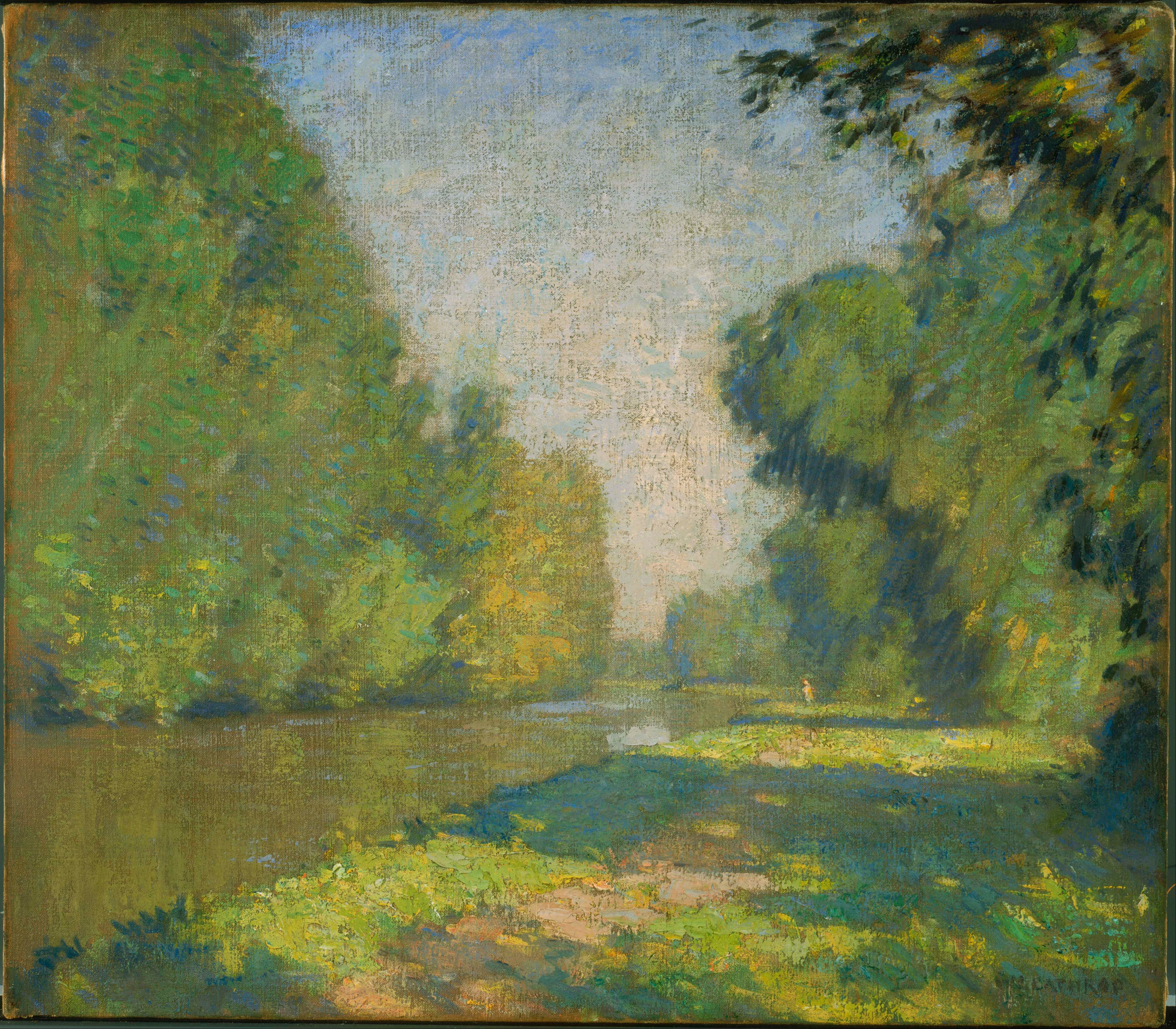
The Tow Path, sans date, The Phillips Collection
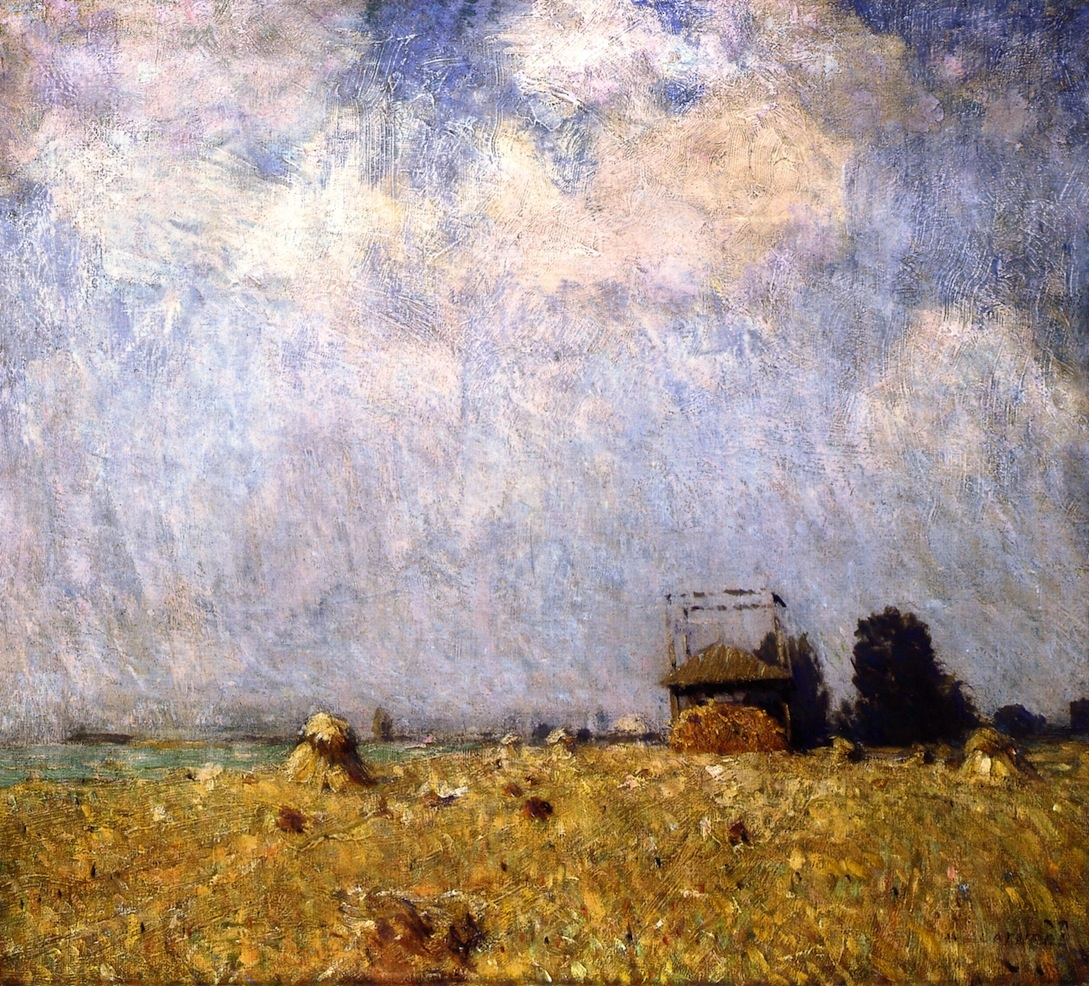
Summer Afternoon, vers 1915, Palmer Museum of Art (en)
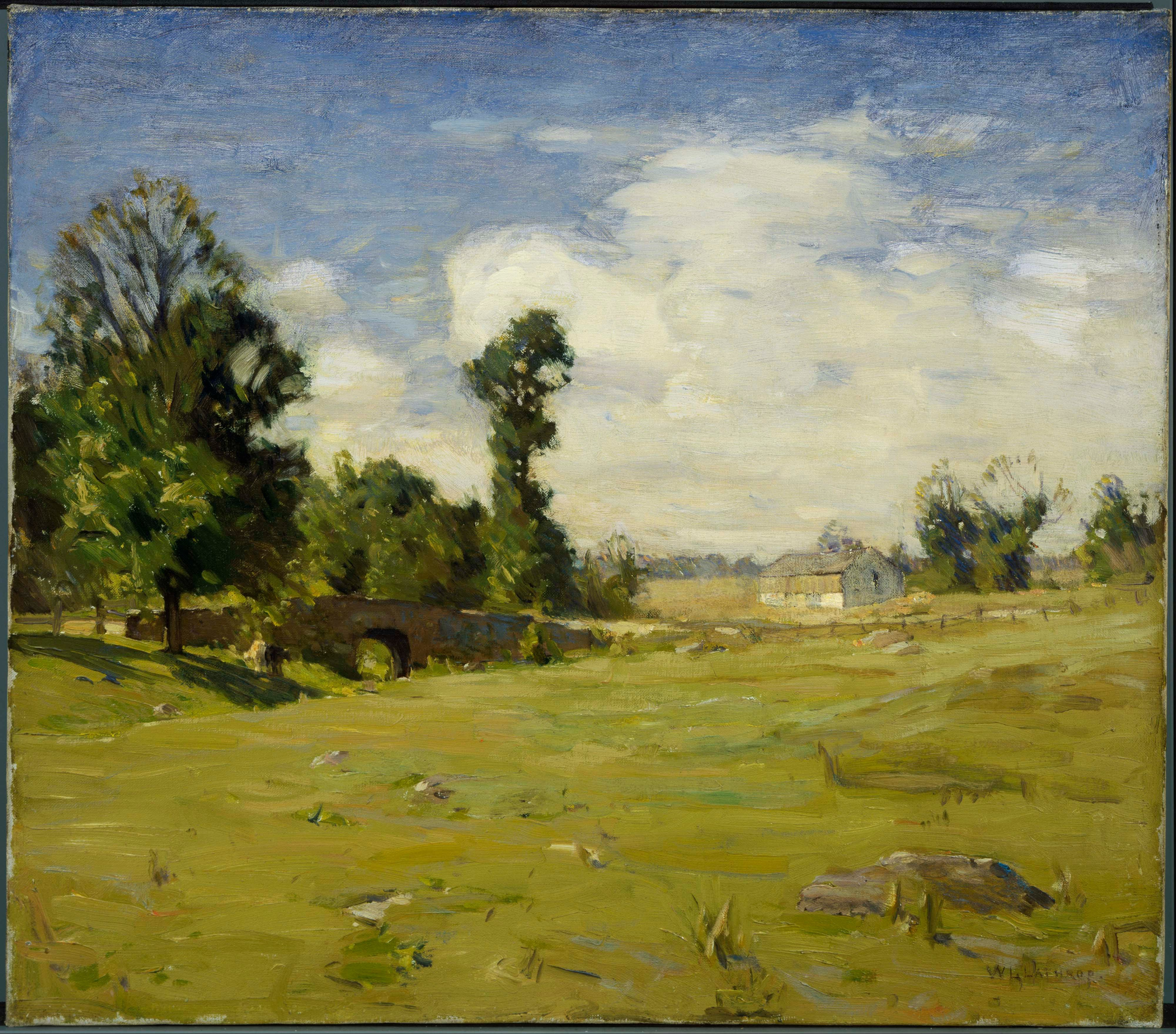
Ely's Bridge, sans date, The Phillips Collection